# Valencisse
Valencisse ist eine französische Gemeinde mit 2.329 Einwohnern (Stand: 1. Januar 2022) im Département Loir-et-Cher in der Region Centre-Val de Loire. Sie ist dem Arrondissement Blois und dem Kanton Veuzain-sur-Loire zugehörig.

## Lage
Valencisse liegt etwa neun Kilometer westlich von Blois am Cisse. Umgeben wird Valencisse von den Nachbargemeinden Herbault im Norden und Nordwesten, Saint-Lubin-en-Vergonnois im Norden, Saint-Sulpice-de-Pommeray im Nordosten, Blois im Osten, Valloire-sur-Cisse im Süden sowie Santenay im Westen.

## Geschichte
Zum 1. Januar 2016 entstand die Gemeinde Valencisse als Commune nouvelle aus den bis dahin eigenständigen Kommunen Molineuf und Orchaise. Zum 1. Januar 2017 wurde auch Chambon-sur-Cisse eingemeindet.

## Gliederung
| Ortsteil                   | ehemaliger INSEE-Code | Fläche (km²) | Einwohnerzahl (2022) |
| -------------------------- | --------------------- | ------------ | -------------------- |
| Molineuf (Verwaltungssitz) | 41142                 | 11,02        | 732                  |
| Orchaise                   | 41169                 | 20,03        | 917                  |
| Chambon-sur-Cisse          | 41033                 | 12,71        | 680                  |

## Sehenswürdigkeiten

### Molineuf
- Kirche Saint-Secondin, Monument historique
- Schloss Bury

### Orchain
- Kirche Saint-Barthélemy

### Chambon-sur-Cisse
- Kirche Saint-Julien

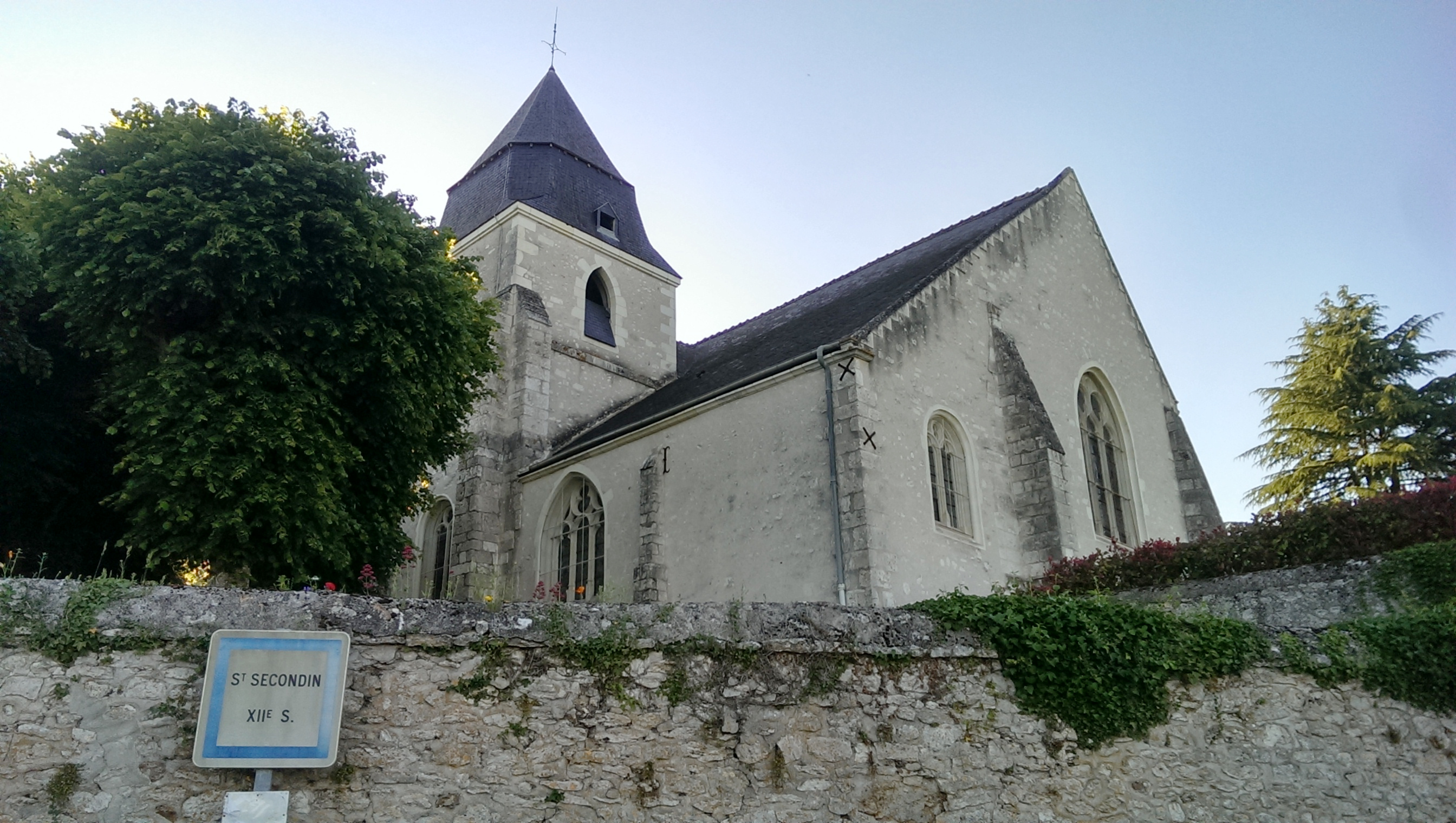
Kirche Saint-Secondin
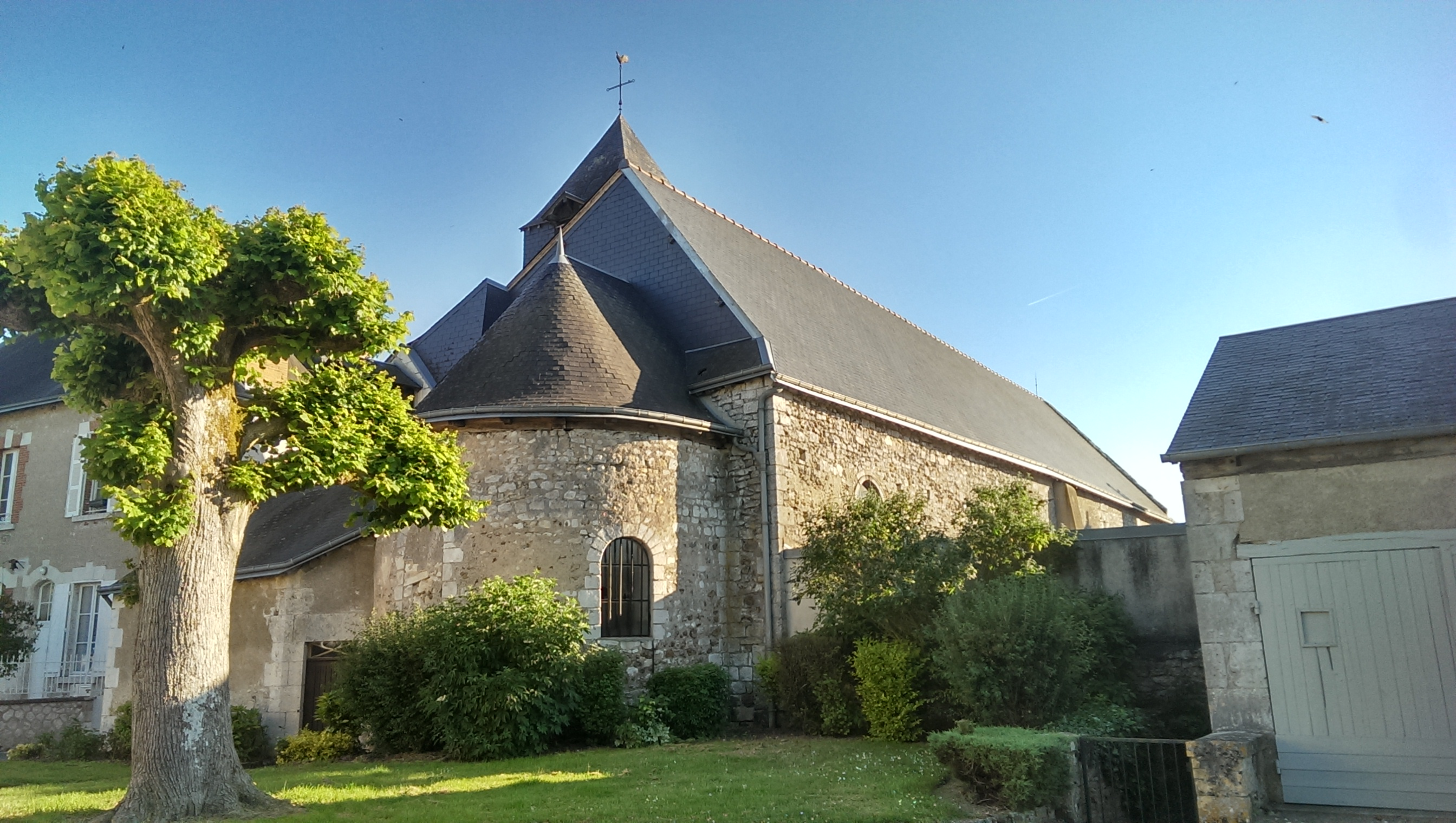
Kirche Saint-Julien